# قرار مجلس الأمن التابع للأمم المتحدة رقم 422
قرار مجلس الأمن التابع للأمم المتحدة رقم 422، الذي تم تبنيه في 15 ديسمبر 1977، أشار إلى تقرير للأمين العام مفاده أنه نظرًا للظروف الحالية، فإن وجود قوة حفظ السلام التابعة للأمم المتحدة في قبرص سيظل ضروريًا لتحقيق تسوية سلمية. وأعرب المجلس عن قلقه بشأن الإجراءات التي يمكن أن تصعد التوترات، وطلب من الأمين العام تقديم تقرير مرة أخرى قبل 31 مايو 1978 لمتابعة تنفيذ القرار.
أعاد المجلس تأكيد قراراته السابقة، بما في ذلك القرار 365 (1974)، الذي أعرب عن قلقه بشأن الوضع، وحث الأطراف المعنية على العمل معًا من أجل السلام ومدد ولاية القوة مرة أخرى في قبرص، المنصوص عليه في القرار 186 (1964)، حتى 15 يونيو 1978.
اعتمد القرار بأغلبية 14 صوتاً. لم تشارك الصين في التصويت.